# Takht-e Suleiman
Takht-e Soleymân (en persan : تخت سليمان, le trône de Salomon) est le lieu le plus sacré du zoroastrisme et de l'empire sassanide. Le 3 juillet 2003, vingt-quatre sites ont été inscrits sur la liste du patrimoine mondial de l'UNESCO ; un de ces sites était Takht-e Soleymân. Ce site du patrimoine mondial est situé en Iran, près de la ville de Takab, dans la province de l'Azerbaïdjan occidental.
Le site fortifié est situé dans une vallée s'étendant au milieu d'une mosaïque de champs cultivés à 400 km à l'ouest de Téhéran. Le site se compose des restes d'un sanctuaire zoroastrien partiellement reconstruit durant la période ilkhanide ainsi qu'un temple de l'époque sassanide qui était dédié à la déesse perse Anahita (persan moderne : Nahid). Comme beaucoup d'autres sites en Iran, tels que Firouzabad, les chercheurs pensent que les plans du temple du feu, du palais et de l'organisation générale du site auraient fortement influencé l'architecture islamique.[réf. nécessaire]
La légende raconte que le roi Salomon avait l'habitude d'emprisonner des monstres à 100 m de profondeur dans le cratère voisin de Zendan-e Soleyman, la « prison de Salomon ». Un autre cratère à l'intérieur des fortifications lui-même est rempli d'eau de source ; on dit que Salomon aurait fait creuser un bassin qui existe toujours aujourd'hui. Un manuscrit arménien du IVe siècle à propos de Jésus et Zoroastre ainsi que plusieurs historiens de la période islamique mentionnent ce bassin. On attribue la fondation du temple du feu autour du bassin à cette légende.
Les fouilles archéologiques – menées notamment par le bureau de Téhéran de l'institut archéologique allemand – ont révélé des traces d'une occupation durant la période achéménide au Ve siècle av. J.-C., ainsi que des occupations parthes dans la citadelle. Des pièces de monnaie appartenant au règne des rois sassanides ainsi qu'à l'empereur byzantin Théodose II (408-450 ap. J.-C.) ont aussi été découverts ici. D'après la légende, chaque souverain sassanide potentiel voyageait ici afin de se soumettre à l'autel du feu sacré avant de monter sur le trône.

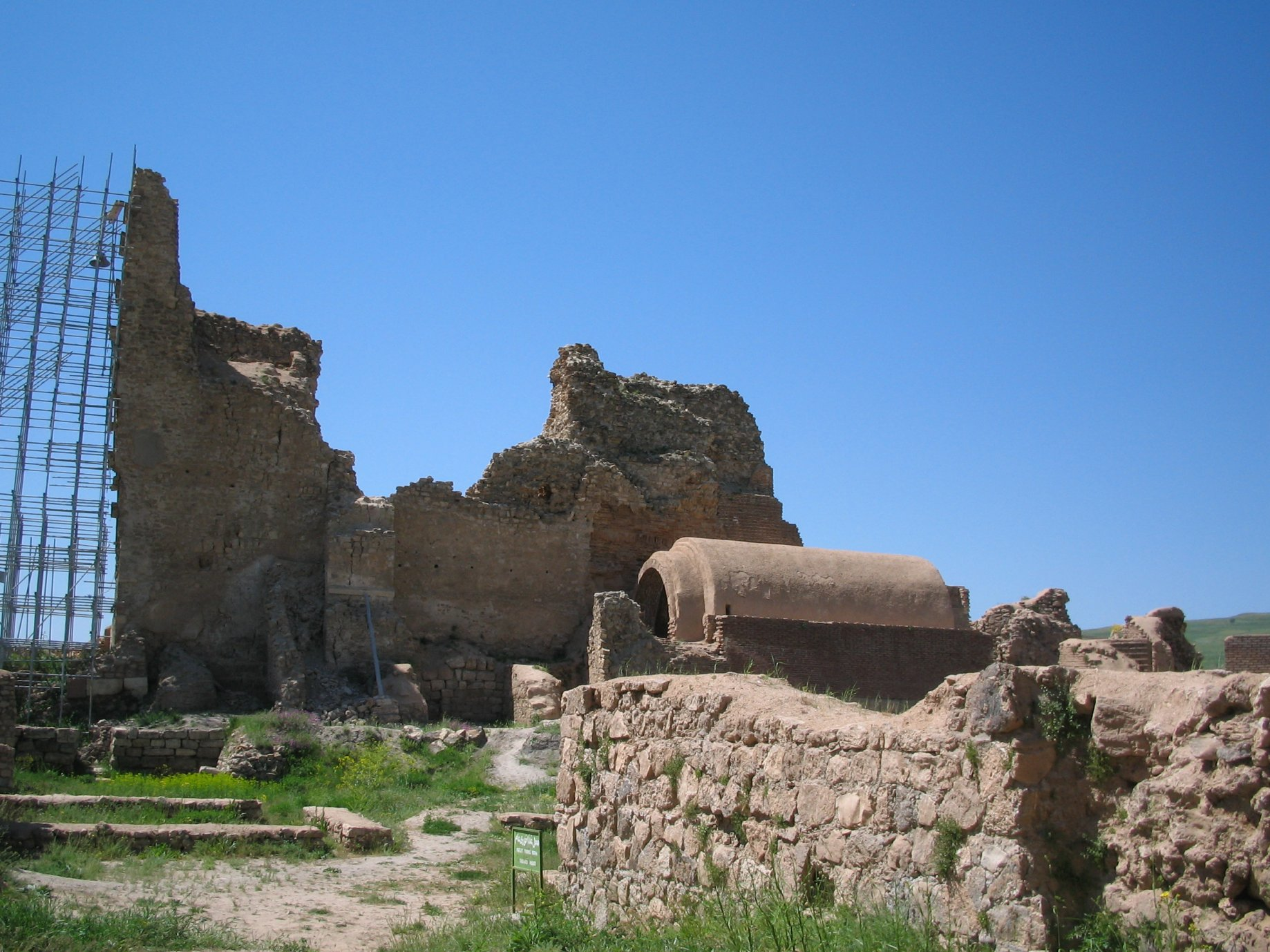
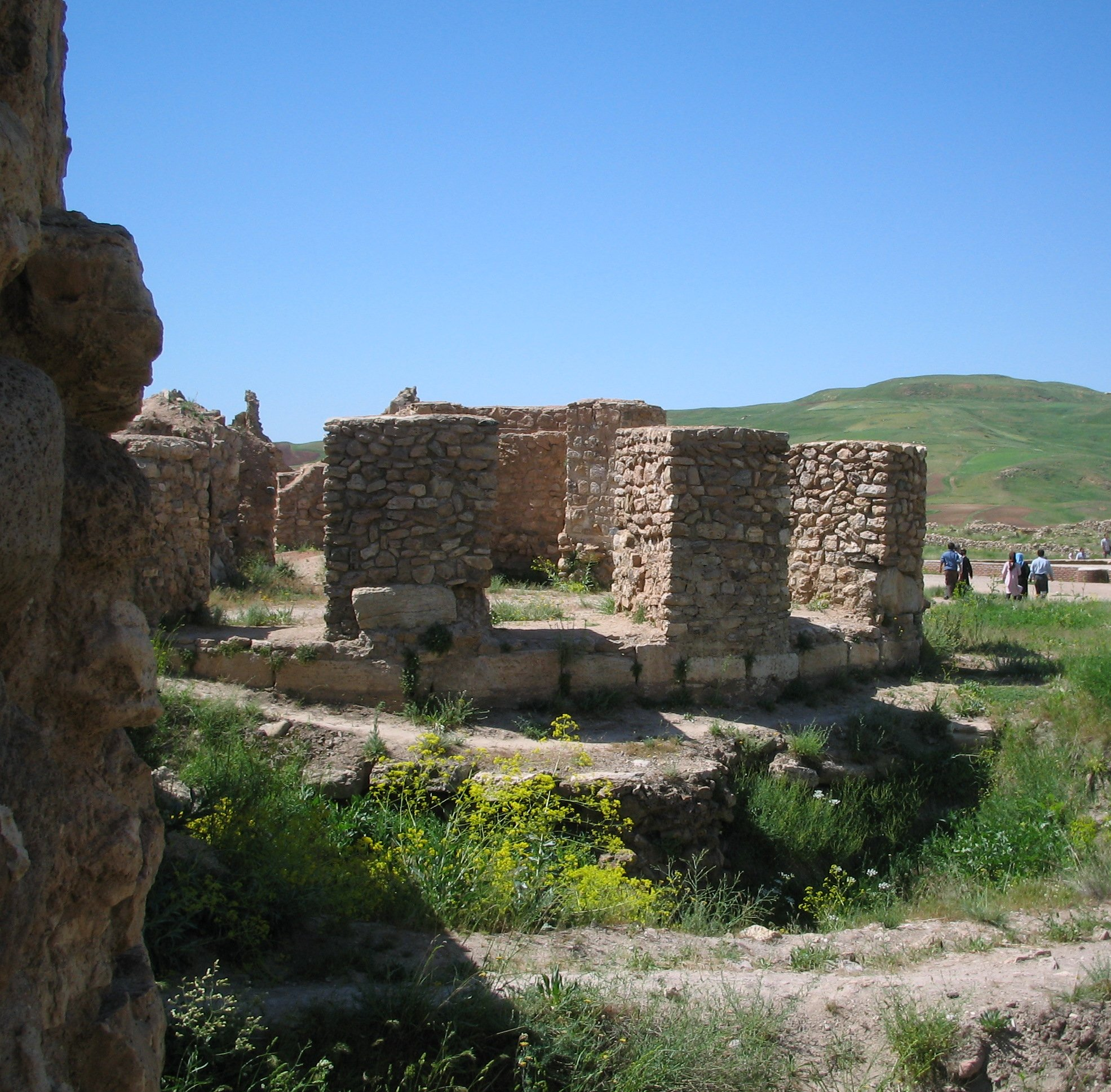
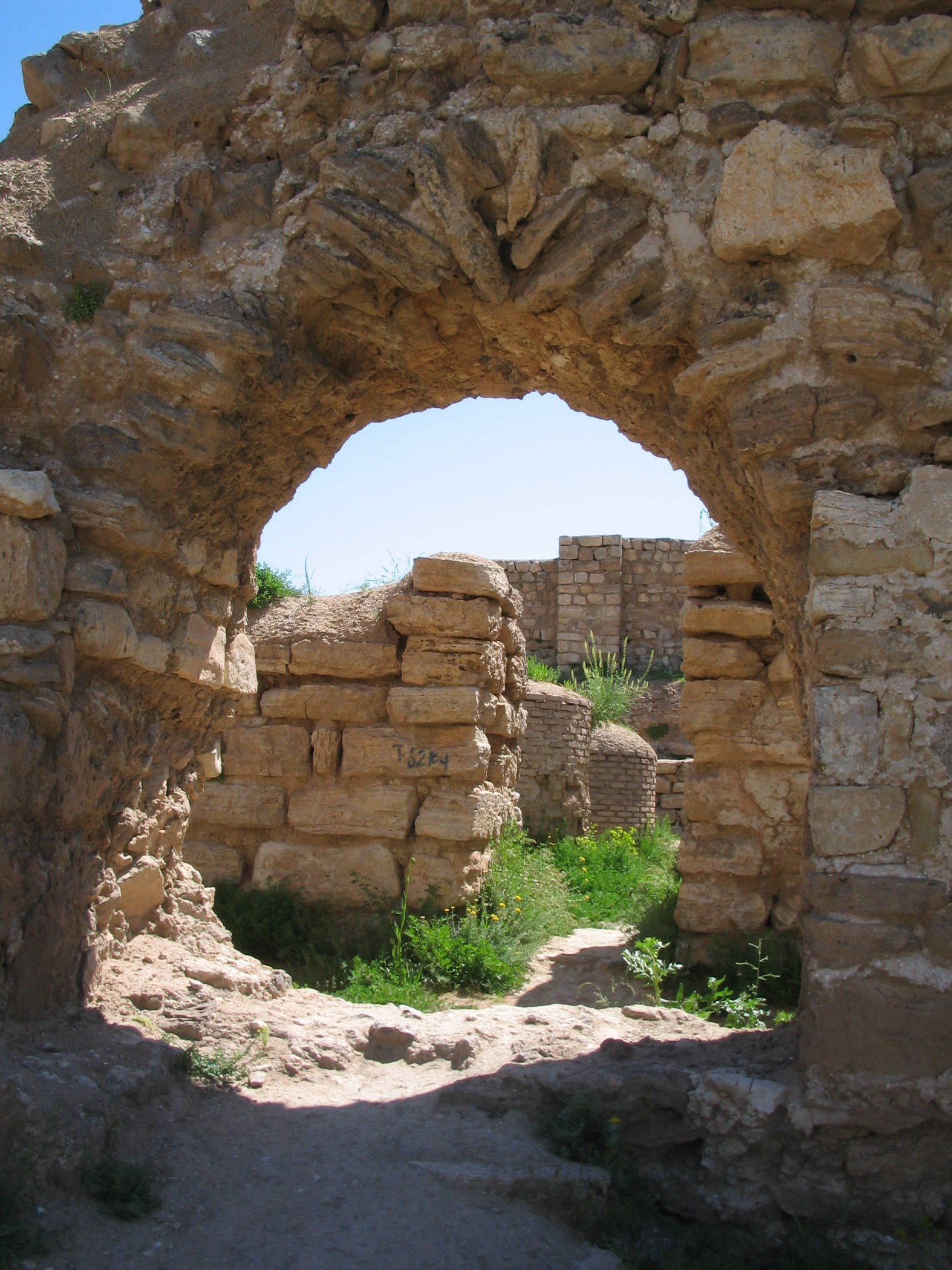
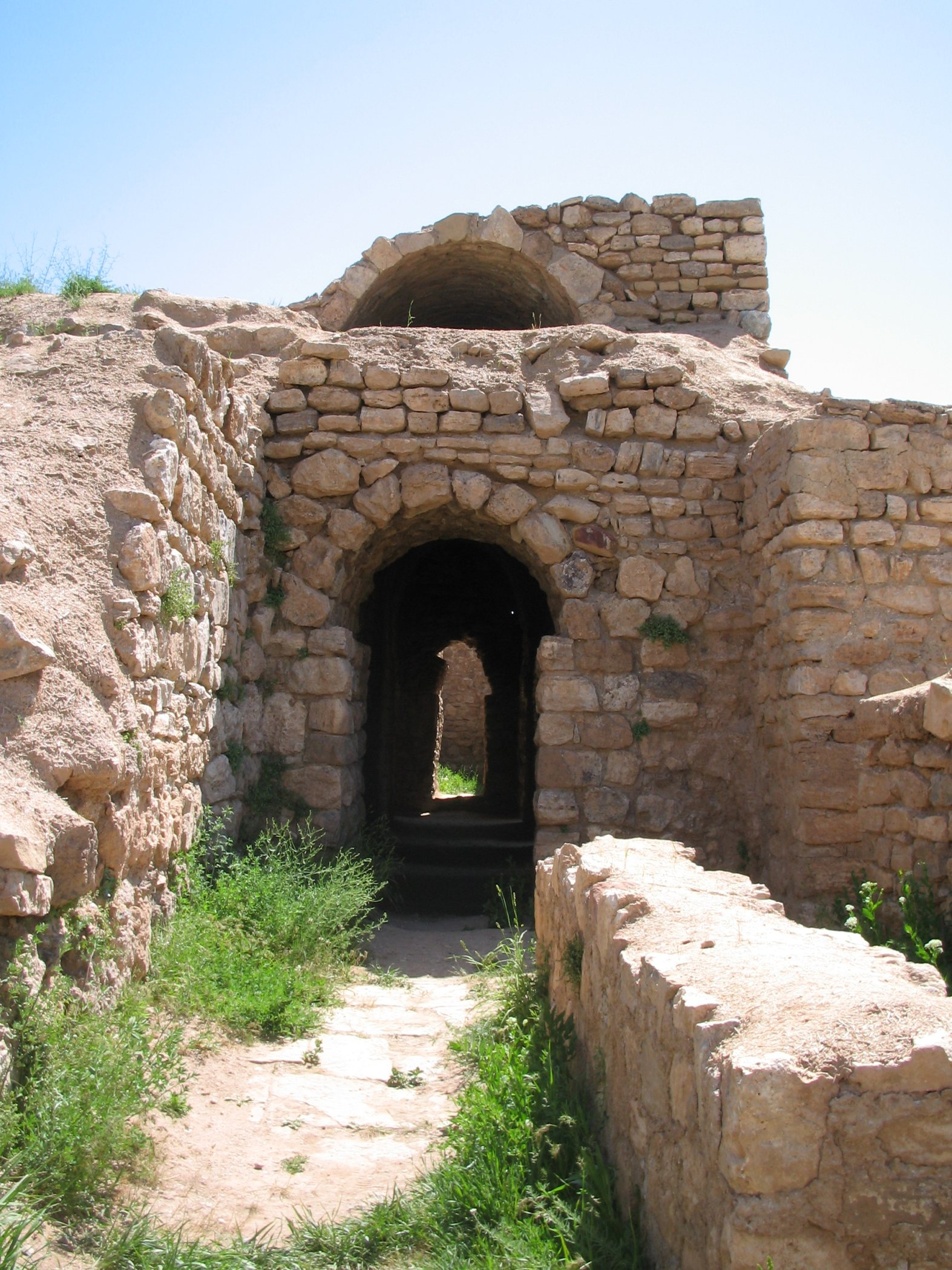
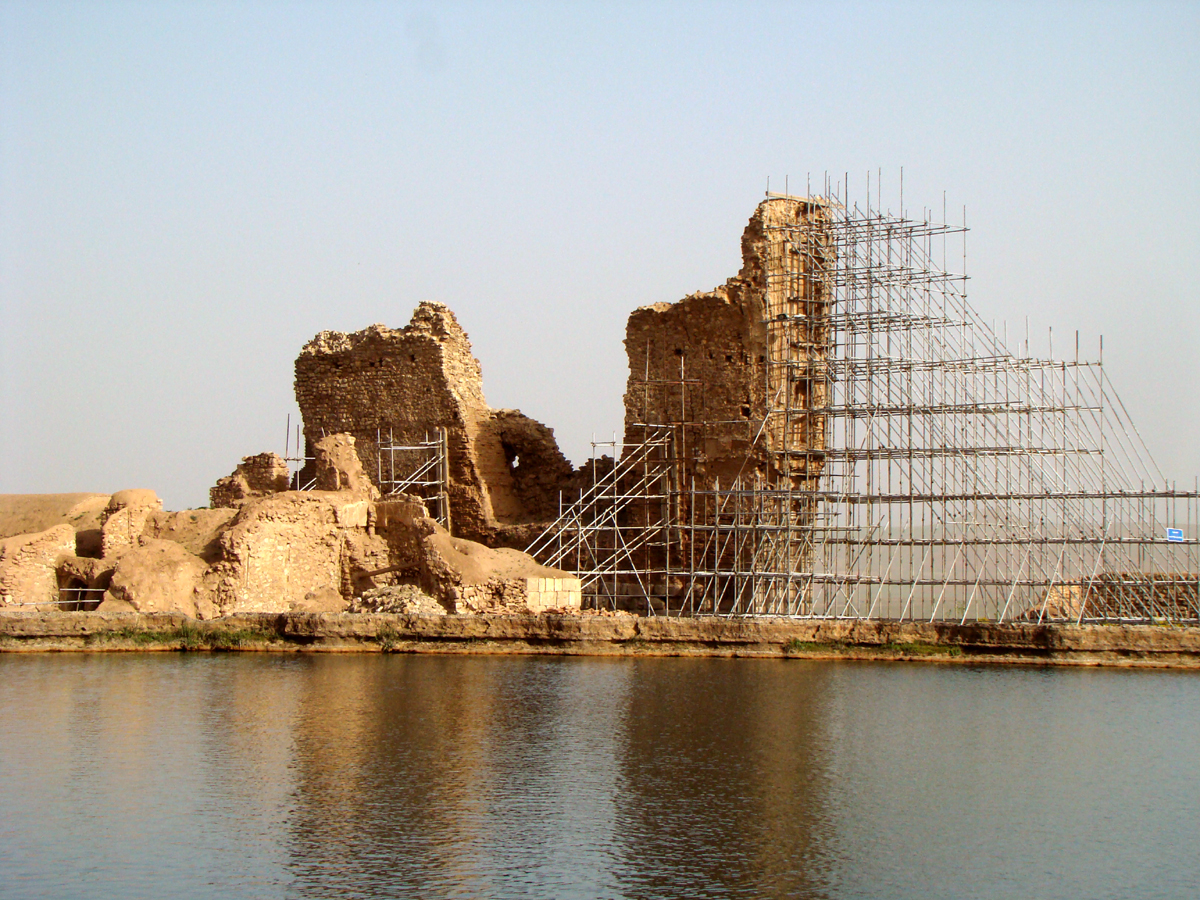
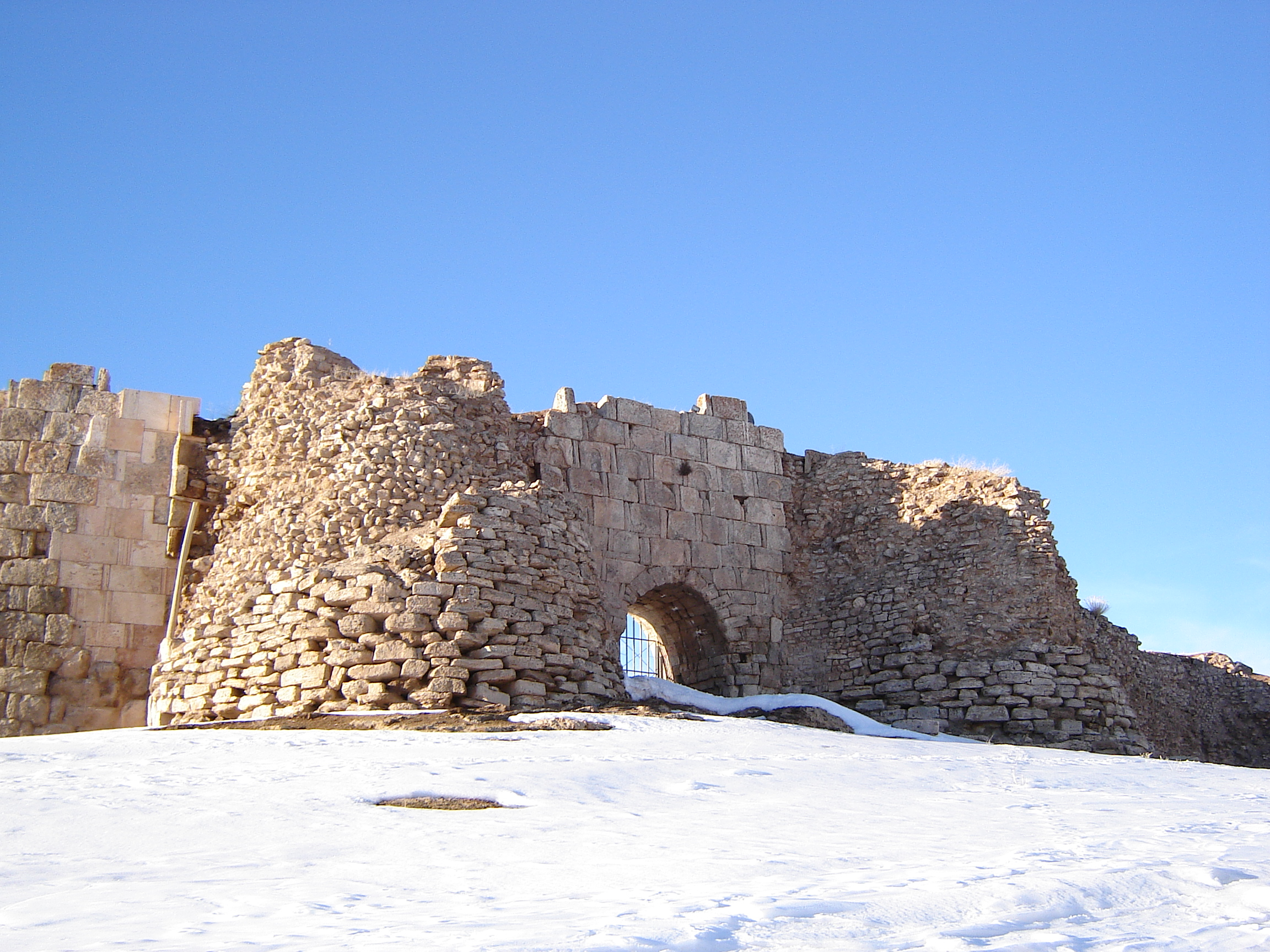
Ruines de la porte de Takht-e Suleiman
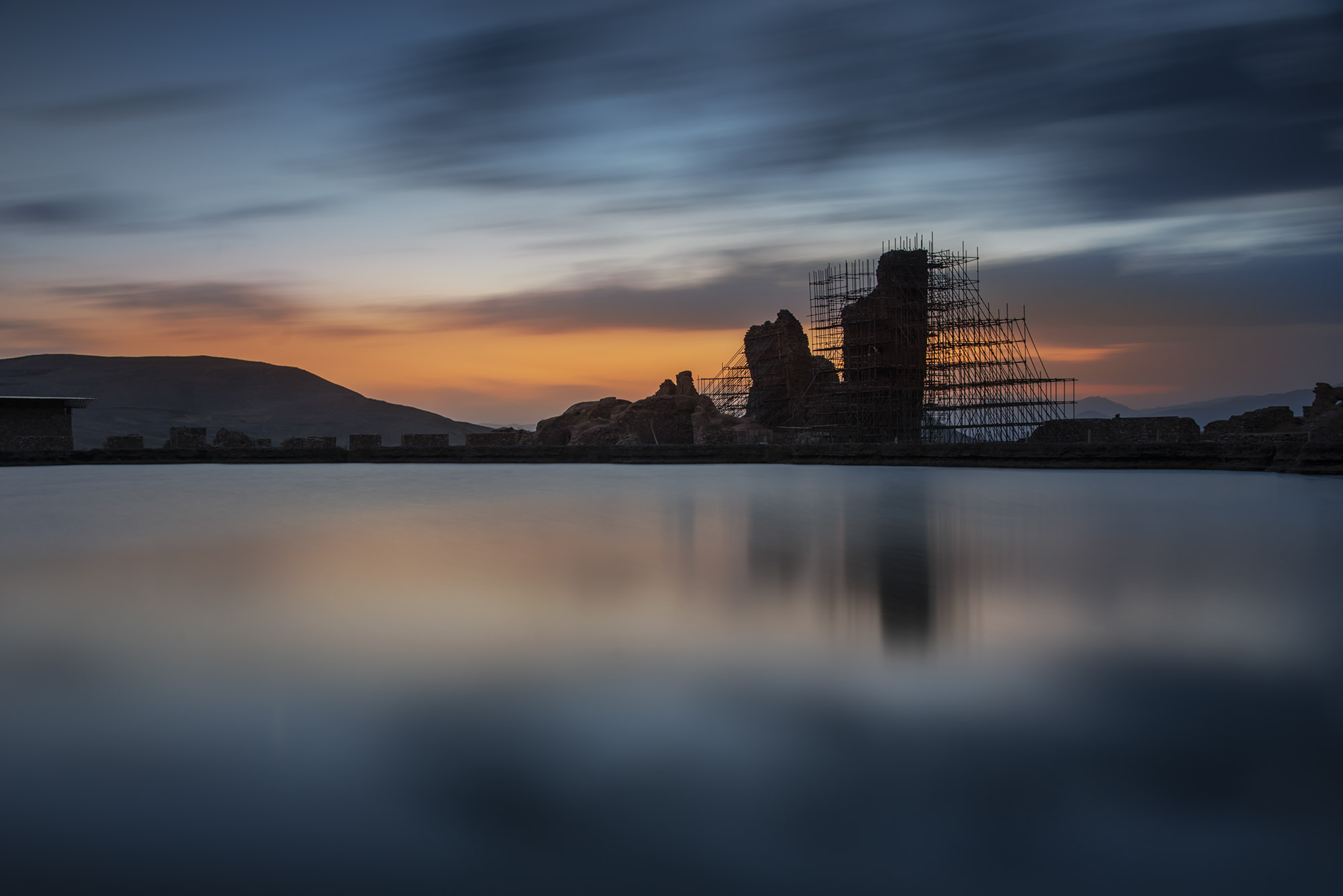